# Belén (departement)
Belén is een departement in de Argentijnse provincie Catamarca. Het departement (Spaans:  departamento) heeft een oppervlakte van 12.945 km² en telt 25.475 inwoners.

## Plaatsen in departement Belén
| - Agua Caliente - Agua Colorada - Agua del Monte - Agua Quemada - Angostura - Asampay - Barranca Larga - Barrio Artaza - Barrio El Molino - Belén - Cabra Ciénaga - Chaupiyaco - Chusco - Ciénaga Larga - Colorado - Cóndor Huasi - Conejo - Corral Quemado - Cueva Amarilla - Culampaja - El Corral - El Durazno | - El Eje - El Puesto - El Quimivil - El Rodeo - El Shincal - El Sosiego - El Suncho - El Totoral - El Zapallar - Farallón Negro - Grumi - Hualfín - Huasayaco - Huasi Ciénaga - Hunquillar - Jacipunco - La Aguada - La Banda - La Ciénaga de Abajo - La Ciénaga de Arriba - La Cuesta - La Esquina | - La Estancia - La Falda - La Lomita - La Mesada - La Ovejería - La Piedra Larga - La Posición - La Puerta - La Puntilla - La Ramada - La Sarnosa - La Toma - La Zarza - Las Barrancas - Las Cuevas - Las Granadillas - Las Juntas - Las Lomas - Las Morcillas - Loconte - Loma Bola - Londres | - Los Nacimientos - Ojo de Agua - Paloma Yaco - Pampa Ciénaga - Papachacra - Pena - Pozo de la Piedra - Puerta de Corral Quemado - Puerta de San José - Puesto Helado - Puma Huasi - Quebrada Belén - Salcito - San Fernando - Trapiche - Tras Río - Vallecito - Vicuña Orco - Villa Vil |